# 唐庆恒
唐庆恒（1946年12月—），男，北京人，中华人民共和国外交官，曾任中华人民共和国驻约翰内斯堡总领事。

## 生平
毕业于北京外国语学院。1973年，进入中华人民共和国外交部工作，先后在北京外交人员服务局、驻悉尼总领事馆、驻旧金山总领事馆、外交部国外工作局任职。1996年，任驻澳大利亚大使馆参赞。1997年，任驻纽约总领事馆副总领事。2001年，任外交部国外工作局参赞。2003年8月，出任中华人民共和国驻约翰内斯堡总领事。2007年7月，自驻约翰内斯堡总领事离任。

## 家庭
已婚，有一子。